# Xylonaeus glabrifrons
Xylonaeus glabrifrons är en skalbaggsart som beskrevs av Heinrich Bickhardt 1916. Xylonaeus glabrifrons ingår i släktet Xylonaeus och familjen stumpbaggar. Inga underarter finns listade i Catalogue of Life.